# رانا داسگوپتا
رانا داسگوپتا (انگلیسی: Rana Dasgupta؛ زادهٔ ۵ نوامبر ۱۹۷۱) یک نویسنده بریتانیاییهندی است. در سال ۲۰۱۰ روزنامه دیلی تلگراف او را به عنوان یکی از بهترین رمان نویسان زیر چهل سال معرفی کرد. در سال ۲۰۱۴ لوموند رانا داسگوپتا را یکی از ۷۰ نفری دانست که در حال ساختن جهان آینده هستند.